# Arnaldo Bruschi
Arnaldo Bruschi (Roma, 1928 – Roma, 6 luglio 2009) è stato uno storico dell'architettura italiano.

## Biografia
Studioso di fama internazionale dell'architettura del Rinascimento.
In particolare importanti sono stati i suoi contributi su Bramante, a cui ha dedicato il fondamentale saggio Bramante architetto (1969), Brunelleschi, Peruzzi, Antonio da Sangallo e sul linguaggio architettonico.
Fu professore ordinario di Storia dell'architettura presso la Facoltà di Architettura, Direttore del Dipartimento di Storia dell'Architettura e poi professore emerito presso l'Università “Sapienza” di Roma dove si era laureato nel 1954. È stato anche direttore del Centro di Studi “Andrea Palladio”.
Nella sua opera viene riconosciuto uno degli elementi fondativi della concezione "italiana" della storia dell'architettura vista come autonoma e diversa dalla disciplina della Storia dell'arte.
È scomparso nel 2009 all'età di 81 anni.

## Scritti
- Concetti di storia dell'architettura, Roma: ITER, 1966;
- Note bramantesche, Roma: ITER, 1966;
- Il Borromini nelle stanze di S. Filippo alla Vallicella, Roma: Palatino, 1968;
- Bramante architetto, Bari: Laterza, 1969;
- Bramante, Roma-Bari: Laterza, 1973;
- Borromini: manierismo spaziale oltre il barocco, Bari: Dedalo, 1978;
- Lineamenti di storia dell'architettura: per i corsi di storia dell'architettura, Assisi: Carucci, 1978;
- Scritti rinascimentali di architettura, Milano: Il Polifilo, 1978;
- Oltre il Rinascimento: architettura, città, territorio nel secondo Cinquecento, Milano: Jaca Book, 2000;
- L'antico, la tradizione, il moderno: da Arnolfo a Peruzzi; saggi sull'architettura del Rinascimento, a cura di Maurizio Ricci e Paola Zampa, Milano: Electa, 2004;
- Filippo Brunelleschi, Milano: Electa, 2006;
- Introduzione alla storia dell'architettura: considerazioni sul metodo e sulla storia degli studi, Milano: Mondadori Università, 2009.